# اورسوله، رکوواتس
اورسوله (به صربی: Ursule) یک روستا در صربستان است که در Rekovac واقع شده‌است.
 اورسوله  ۳۸۰ نفر جمعیت دارد.